# Faubion Bowers
Faubion Bowers (29 janvier 1917 - 17 novembre 1999) est un universitaire américain spécialiste de l'Extrême-Orient qui fut l'aide de camp et l'interprète officiel du général Douglas MacArthur durant l'occupation américaine du Japon (1945-1952).

## Biographie
Bowers est né le 29 janvier 1917 à Miami dans l'Oklahoma. Diplômé de l'université Columbia en 1935 et de la Juilliard School en 1939. Bowers enseigna à l'université Hōsei de Tokyo de 1940 à 1941.
Après la reddition du Japon, il servit d'interprète pour un groupe de 150 soldats US qui arrivaient du terrain d'aviation d'Atsugi le 28 août 1945. En qualité d'interprète officiel du général MacArthur, Bowers logeait à l'ambassade américaine avec la famille de MacAthur et fut l'interprète lors de la première rencontre entre MacArthur et l'empereur Hirohito. Bowers a beaucoup fait pour alléger la censure officielle qui pesait sur le théâtre japonais.
Bowers devint peu à peu un spécialiste reconnu de l'art et de la culture orientales, réalisant des écrits sur la danse indienne ou sur le théâtre japonais ainsi qu'une biographie en deux volumes du compositeur russe Alexandre Scriabine. Son livre Japanese Theatre, publié en 1952, est recommandé par James A. Michener, et son ouvrage sur l'ukiyo-e The Floating World est considéré comme " l'une des œuvres les plus érudites sur la culture japonaise au tournant de l'occupation".
Il fut marié à l'écrivaine indienne Santha Rama Rau de 1951 à 1966. Il a aidé l'université Columbia en 1960 à parfaire l'oral d'histoire. Il meurt à New York le 17 novembre 1999 à l'âge de 82 ans.

## Kabuki
Au Japon, Bowers est reconnu comme l'"homme qui a sauvé le kabuki". En 1940, il visita le Kabukiza de Tokyo où il assista à une représentation de Kanadehon Chūshingura (les 47 rōnin) et il se passionna très vite pour le théâtre kabuki. Quatre ans plus tard, il était l'assistant du général MacArthur. Pendant l'occupation du Japon, le théâtre kabuki fut interdit car il était vu comme le cristallisateur possible d'un sentiment national. Bowers était profondément contre cette interdiction et déclara que "le Kabuki ne se limite pas au seul Japon mais fait partie de la culture mondiale et doit être préservé pour l'avenir". Il a ainsi organisé en 1947 une représentation de la pièce Kanadehon Chūshingura avec une distribution d'acteurs vedettes. La pièce, jouée au Tokyo Army College (en), fut un succès, et l'équipe se produira même en 1950 sur le côte Est des États-Unis.

## Distinctions
Bowers fut décoré de la Bronze Star en 1944 et de la Feuille de Chêne en 1945.
Il reçut l'ordre du Trésor sacré en 1985.

## Publications
- Faubion Bowers, Japanese theatre, New York, Hermitage House, 1952
- Faubion Bowers, The Dance In India, New York, Columbia University Press, 1953
- Faubion Bowers, Japanese Theatre : Origin : Noh Drama : Puppets : Kabuki Spectacle, New York, Hermitage House, 1954a
- Faubion Bowers et al., Perspective of Japan : An Atlantic Monthly Supplement, New York, International Publishers, 1954b

- Faubion Bowers, Theatre in the East, Ayer Co. Publishing, 1956, reprint éd., 374 p. (ISBN 0-8369-9278-4)
- Faubion Bowers, Broadway USSR : Ballet, Theatre, and Entertainment in Russia Today, Thomas Nelson and Sons, 1959

- Yukio Mishima, Donald Keene et Faubion Bowers, Kabuki, New York, Program Publishing Co., 1960
- Albert Champdor et Faubion (trans.) Bowers, The Book Of The Dead : Based on the Ani, Hunefer, and Anhai Papyri in the British Museum, New York, Garrett Publications, 1966
- Faubion Bowers et Erwin Fieger, Japan : Islands of the Rising Sun, New York, H. N. Abrams, 1972 (ISBN 0-8109-0208-7)
- Faubion Bowers, The New Scriabin : Enigma and Answers, Newton Abbot, David & Charles, 1974, 210 p. (ISBN 978-0-7153-6578-6)
- Mrinalini Sarabhai, John D. Mitchell et Faubion Bowers, Staging a Sanskrit Classic : Bhasa's Vision of Vasavadatta, New York, Fordham University Press, 1992 (ISBN 978-1-882763-02-3)
- K.R. Srinivasa Iyengar, Walter J. Meserve, Ruth L. Meserve et Faubion Bowers, Appreciations of Asif Currimbhoy, Calcutta, Writers' Workshop, 1995 (ISBN 81-7189-299-X)
- Faubion Bowers, Scriabin, a Biography, New York, Courier Dover Publications, 1996, 2nd, revised éd., 636 p. (ISBN 978-0-486-28897-0, lire en ligne) (1st pub. 1970)
- Faubion Bowers, The Classic Tradition of Haiku : An Anthology, Dover Publications, 1996, 96 p. (ISBN 0-486-29274-6, lire en ligne)